# Hoya vitellinoides
Hoya vitellinoides är en oleanderväxtart som beskrevs av Reinier Cornelis Bakhuizen van den Brink. Hoya vitellinoides ingår i släktet Hoya och familjen oleanderväxter. Inga underarter finns listade i Catalogue of Life.